# Rateče
Rateče (en italiano: Racchia, en alemán: Ratschach) es un pueblo que forma parte del municipio de Kranjska Gora, en el rincón noroccidental de Eslovenia. Se encuentra en la parte alta del valle del río Sava, entre los ríos Sava Dolinka y Ziljica, un afluente del Drava. Siguiendo el valle hacia arriba se encuentra el paso fronterizo de Rateče con Italia. Rateče es la localidad eslovena más próxima a la cima del monte Peč (también conocido como Tromeja, "triple frontera"), el punto en el que se encuentran las fronteras de Austria, Italia y Eslovenia.

## Historia
La población se menciona por vez primera en 1385. Aún retiene gran parte de su carácter histórico. Una de las iglesias más antiguas de Eslovenia, la iglesia de San Tomás, se encuentra en el pueblo. Se cree que el Manuscrito de Rateče o de Celovec, uno de los textos más antiguos que se conservan en esloveno se compiló en la zona (es posible que en la iglesia de San Tomás) en algún momento de la segunda mitad del siglo XIV. Rateče estuvo bajo control italiano entre 1918 y 1943 (y legalmente hasta 1947).

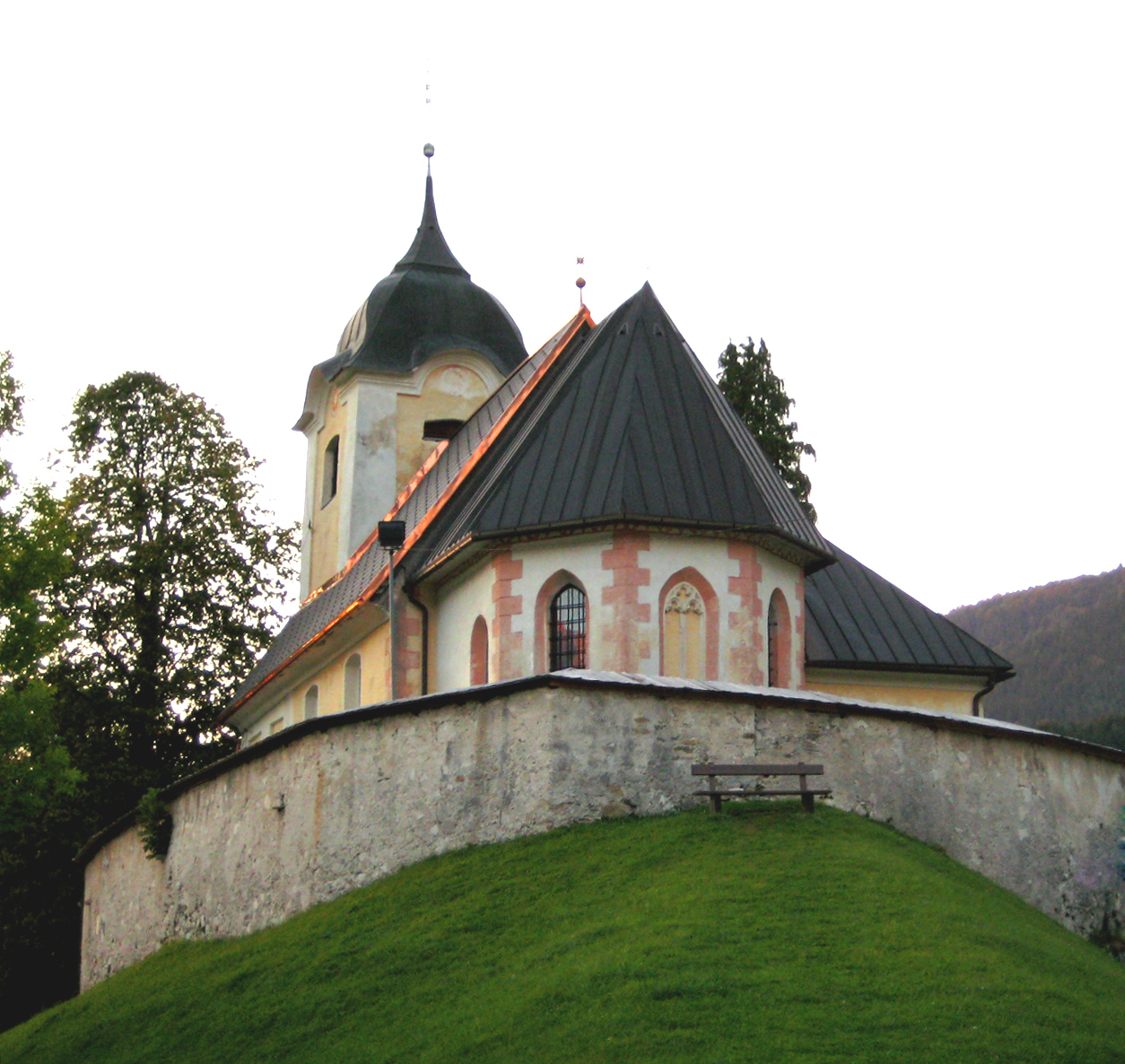
Iglesia del Espíritu Santo

Otros edificios históricos de la localidad son la iglesia del Espíritu Santo y un museo etnográfico que se alberga en la casa Kajžnk, una granja restaurada del siglo XIX.

## Geografía
Los arroyos Trebiža y Kravnjak pasan por el pueblo. Sus fuentes se encuentran en las faldas de los montes Peč (1.510 m) y Petelinjek (1.552 m), que constituyen el extremo occidental de la cordillera de Karavanke. Por debajo del pueblo y junto a la carretera principal (Jesenice-Trbiž) se encuentra la cuenca de grava de Ledine donde el regato Nadiža desaparece bajo tierra. El río viene del valle glacial de Planica. Si se dan fuertes precipitaciones se forma un pequeño lago en Ledine, desde el cual el agua se filtra a través de la grava para manar de nuevo en Zelenci, un ecosistema de marisma con un ecosistema especialmente rico y que se considera la fuente permanente del Sava Dolinka.
| Climograma de Rateče | Climograma de Rateče | Climograma de Rateče | Climograma de Rateče | Climograma de Rateče | Climograma de Rateče | Climograma de Rateče | Climograma de Rateče | Climograma de Rateče | Climograma de Rateče | Climograma de Rateče | Climograma de Rateče |
| --- | -------------------- | -------------------- | -------------------- | -------------------- | -------------------- | -------------------- | -------------------- | -------------------- | -------------------- | -------------------- | -------------------- |
| E | F                    | M                    | A                    | M                    | J                    | J                    | A                    | S                    | O                    | N                    | D                    |
| 43 2 -7 | 43 5 -7              | 61 9 -3              | 103 13 1             | 107 18 5             | 146 21 9             | 152 23 10            | 129 24 11            | 158 18 7             | 224 13 3             | 194 6 -2             | 91 1 -6              |
| temperaturas en °C • totales de precipitación en mm fuente: |                      |                      |                      |                      |                      |                      |                      |                      |                      |                      |                      |
| Conversión sistema imperial\| E \| F \| M \| A \| M \| J \| J \| A \| S \| O \| N \| D \| \| 1.7 36 19 \| 1.7 41 19 \| 2.4 48 27 \| 4.1 55 34 \| 4.2 64 41 \| 5.7 70 48 \| 6 73 50 \| 5.1 75 52 \| 6.2 64 45 \| 8.8 55 37 \| 7.6 43 28 \| 3.6 34 21 \| \| temperaturas en °F • totales de precipitación en pulgadas \| \| \| \| \| \| \| \| \| \| \| \| |                      |                      |                      |                      |                      |                      |                      |                      |                      |                      |                      |
| E | F                    | M                    | A                    | M                    | J                    | J                    | A                    | S                    | O                    | N                    | D                    |
| 1.7 36 19 | 1.7 41 19            | 2.4 48 27            | 4.1 55 34            | 4.2 64 41            | 5.7 70 48            | 6 73 50              | 5.1 75 52            | 6.2 64 45            | 8.8 55 37            | 7.6 43 28            | 3.6 34 21            |
| temperaturas en °F • totales de precipitación en pulgadas |                      |                      |                      |                      |                      |                      |                      |                      |                      |                      |                      |

## Economía y Turismo
El pueblo está rodeado de campos, prados y pastos. Debido al clima extremo, los habitantes se dedican principalmente a la ganadería, dependiendo de los pastos en altitud en el verano. La mayor parte de los agricultores locales poseen también prados al otro lado de la frontera, en Italia.
El turismo es importante para la economía local; existen casas de vacaciones en la zona. Rateče es uno de los puntos de partida para el montañismo en los Alpes Julianos (a través de Tamar) y Karavanke. La parte baja del valle de Planica acoge los famosas pistas de salto de esquí en las que por primera vez se batieron los límites de 100 m y 200 m (en 1936 y 1994, respectivamente).
Cerca del cruce fronterizo se encuentra el área de esquí de "Macesnov'c", con una pista de 1900 m.